# 김준 (고려 중기)
김준(金晙, 1057년 ~ 1124년)은 고려의 문신으로 시호는 정신(貞愼)이다.
자는 적중(適中)이다. 소년시절부터 영리하고 민첩하며 학문을 좋아하고 글도 잘지었다. 과거에 급제한 후 진주사록으로 임명되었고 청렴결백했기 때문에 여러 번 승진해서 좌습유, 지제고가 되었고 예종때 형부낭중에 임명되었다.
윤관이 여진족을 정벌할 때 김준은 좌군판관이 되었다. 전쟁에서 패하자 윤관이 노하여 군졸들을 결박하고 처단하려 하자 김준은 큰소리로 오늘의 패전은 지병마사 임언이 군율을 어긴 데서 비롯된 것인데 정말 죽일 사람은 그냥 두고 이런 군졸들을 죽이려 한다고 항의하자 윤관은 깜짝 놀라 군졸들의 결박을 풀어주었다고 한다. 그는 뒤에 좌산기상시, 병부상서, 예부상서, 지추밀원사, 참지정사를 역임하고 문하시랑 평장사 판예부사로 승진했다. 1124년에 작고하니 시호는 정신(貞愼)이다.